# Escape the fate
Escape the Fate és un grup de post-hardcore de Las Vegas, Nevada, creat el 2005.

## Història

### Formació iDying Is Your Latest Fashion (2005-2007)
Escape The Fate va tenir una ràpida aparició a la ràdio local i també una ràpida acceptació dels fans. A l'octubre del 2005, van guanyar un concurs a la ràdio jutjat per My Chemical Romance, que va donar una oportunitat a la banda de començar la seva carrera en un tour amb Alkaline Trio i Reggie and the Full Effect.
La banda va formar un contracte amb Epitaph Records. El seu primer EP de cinc cançons, There's No Sympathy for the Dead, va sortir a principis del 2006. Les dates de la seva gira a l'estiu van incloure diverses cites en el Warped Tour, i la banda posteriorment van cancel·lar una gira amb Bullet for My Valentine i Eighteen Visions degut a problemes personals. El cantant Ronnie Radke va abandonar la banda després de la declaració de culpabilitat com a complice d'un assassinat unes setmanes abans de la sortida del primer àlbum, Dying Is Your Latest Fashion, el 26 de setembre del 2006. Dying Is Your Latest Fashion va arribar al número 12 al Billboard Heatseekers chart i número 19 al Top Independent Albums chart.
El 6 de novembre del 2006, la banda va escriure al seu blog de myspace blog que Radke tornava a la banda. Cal dir que Radke també ho va escriure al seu propi myspace explicant la seva absència i descrivint el seu nou amor per la vida.
Omar Espinosa va deixar el grup durant el tour Black On Black a finals del 2007. Va deixar clar al seu blog de myspace que ell deixava la banda pel bé d'aquesta, que la seva marxa era en bones intencions, i que seguia compartint amistat amb els membres de Escape the Fate. Va afegir que continuarà donant suport als membres, i segueix creient que és una gran banda.

### Sortida de Radke(2008)
Radke va tenir alguns problemes amb la llei des del 2006, uns dels quals estaven relacionats amb les drogues. Radke també va ser sentenciat a un període de proves de quatre anys a Las Vegas, per la seva participació en una baralla que va ocórrer el maig del 2006. Aquesta, va posar fi a la vida d'un noi de 18 anys anomenat Michael Cook.
A finals del 2007 la banda va aturar tots els tours a causa de l'incident. Ell va ser buscat per violar la seva llibertat condicional a la seva ciutat natal a partir del 12 de juny de 2008, i va ser capturat el 16 de juny del 2008. Radke va ser expulsat oficialment de la banda a principis del 2008. Els membres van decidir fer-lo fora per permetre seguir endavant amb el grup.
Craig Mabbitt de Blessthefall es va encarregar de reemplaçar a Radke com a representant i veu principal de la banda. Després de ser expulsat, va formar la banda Falling in Reverse.

### This War Is Ours(2008-Actualitat)
El 6 de maig del 2008 Escape the Fate va anunciar a la seva pàgina de myspace que Craig Mabbit era el nou membre oficial i que ja havien començat a treballar en el seu nou àlbum, que es té previst enllestir-lo a finals del 2008.
L'àlbum es diu This War Is Ours i va sortir als Estats Units el 21 d'octubre del 2008 per Epitaph Records.

## Estil
El seu so és comparable a bandes com de From First to Last, Eighteen Visions i Black Veil Brides. Però molts consideren que Escape the Fate té moltes qualitats úniques, com línies de baixos complexes, que no són molt utilitzades per grups d'estils semblants.

## Membres

### Membres actuals
- Craig Mabbitt - (2008 - actualitat) - cantant
- Bryan "Monte" Money- (2005 - actualitat) - guitarra, segones veus
- Max Green - (2005 - actualitat) - baix, segones veus
- Robert Ortiz - (2005 - actualitat) - bateria

### Antics membres
- Ronnie Radke - (2005-2008) - cantant
- Omar Espinosa - (2005 - 2007)[1] - guitarra rítmica, segones veus

## Videografia
- "Not Good Enough for Truth in Cliché" (versió demo) (2005)
- "There's No Sympathy for the Dead" (versió en directe) (2006)
- "Not Good Enough for Truth in Cliché" (2007)
- "Situations" (2007)
- "The Flood" (2008)
- "Something" (2009)
- "10 Miles Wide" (2009)
- "This War Is Ours (The Guillotine II)" (2010)
- "Issues" (2010)
- "City of Sin" (2010)
- "Gorgeous Nightmare" (2011)
- "Ungrateful" (2013)
- "You're Insane" (2013)
- "One for the Money" (2013)
- "Picture Perfect" (2014)
- "Just a Memory" (2015)
- "Alive" (2015)
- "Remember Every Scar" (2016)
- "Les Enfants Terribles (The Terrible Children)" (2016)
- "Breaking Me Down" (2016)
- "Broken Heart"	 (2018)
- "I Am Human" (2018)
- "Do You Love Me?" (2019)
- "Walk On" (2020)
- "Invincible" (2020)

## Discografia
- Dying Is Your Latest Fashion, 26 de setembre del 2006
- This War Is Ours, 21 d'octubre del 2008
- Escape the Fate, 2 de novembre del 2010
- Ungrateful, 14 de maig del 2013
- Hate Me, el 30 d'octubre del 2015
- I Am Human, 30 de març del 2018
- Chemical Warfare, 16 d'abril del 2021